# Paraphyllina rubra
Paraphyllina rubra is een schijfkwal uit de familie Paraphyllinidae. De kwal komt uit het geslacht Paraphyllina. Paraphyllina rubra werd in 1915 voor het eerst wetenschappelijk beschreven door Neppi. 